# World Checklist & Bibliography of Euphorbiaceae
World Checklist & Bibliography of Euphorbiaceae (abreviado World Checkl. Bibliogr. Euphorbiaceae) es un libro con ilustraciones y descripciones botánicas que fue escrito por el botánico belga Rafaël Herman Anna Govaerts. Fue editado el año 2000.